# Ciutadella d'Alep
La ciutadella d'Alep (àrab: قلعة حلب, qalʿat Ḥalab) és un gran palau medieval situat sobre un turó enmig de la ciutat d'Alep. Aquest turó ja va ser utilitzat com a lloc de defensa des de temps molt antic, i en aquell lloc s'han trobat restes d'un temple hitita del primer mil·lenni aC.
La ciutadella es va construir durant el regnat de la dinastia Zengita, i la va iniciar Imad-ad-Din Zengi I. Va augmentar la seva importància amb l'inici de les croades es va accentuar. Quan Nur-ad-Din Mahmud governava Alep al segle XII, va ampliar i fortificar el lloc. La major part de el que ara es conserva ho va construir Adh-Dhàhir ibn Salah-ad-Din, el fill de Saladí.
Per pujar al castell, hi ha unes escales grans que passen per un portal alt pel mig, que es troba sobre uns ponts que arriben fins a la porta principal. Envolta la ciutadella una muralla en forma d'un mig cercle i diferents torres que són de diferents etapes històriques; dins de l'enorme ciutadella, trobem una ciutat completa: amb botigues, mesquites, sales, magatzems, patis, teatre i moltes altres restes antigues. Qui va tenir cura de la ciutadella en l'època del soldà Malik Athahir, va ser Ghasi ben Salih Addin, i es va construir la porta principal i altres construccions dins del castell.

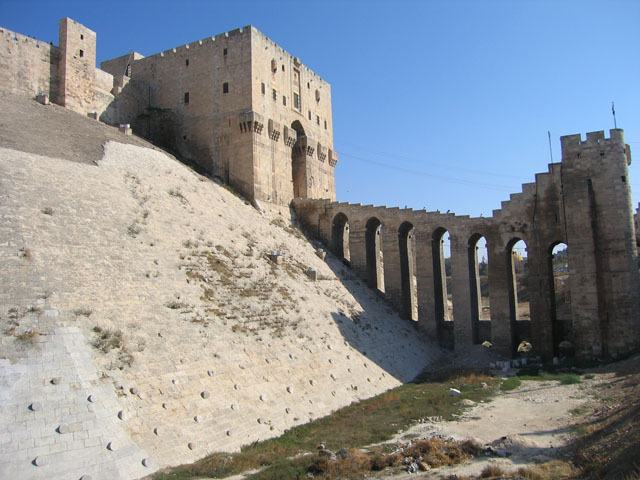
Porta fortificada, fossat i barbacana

L'entrada principal de la ciutadella està composta per una construcció molt gran formada per portes i sales per a desar les armes; una de les construccions que es troben sobre aquest castell és una sala gran, que és la sala reial; aquesta sala està decorada en la seva cara principal per unes escultures de pedra meravelloses. Hi ha moltes construccions, habitacions, sales, passadissos i moltes restes dins del castell.
A les torres, hi ha moltes finestres en forma de rectangles, algunes d'aquestes són grans i d'altres petites i des d'aquestes es veu la millor vista de l'antiga Alep, que és famosa pels seus mercats, pels seus barris, per les seves esglésies i mesquites, per les portalades i per les seves antigues cases.
Per la seva magnificència, l'any 1986, la ciutadella d'Alep va ser declarada Patrimoni de la Humanitat per la UNESCO. Té una història plena de fets, ja que, va ser l'inici i la base de molts presidents, reis i capitans. El castell de la ciutadella ha vist els fets més importants de l'Orient des del temps dels Aramiyin, passant per moltes més etapes històriques, i arribant a l'etapa històrica musulmana.